# 機動戦士ガンダムMS BOYS -ボクたちのジオン独立戦争-
『機動戦士ガンダム MS BOYS -ボクたちのジオン独立戦争-』（きどうせんしガンダム エムエスボーイズ ボクたちのジオンどくりつせんそう）は、高山瑞穂による漫画作品。角川書店のガンダムシリーズ専門誌『ガンダムエース』にて連載された。

## 概要
アニメ『機動戦士ガンダム』の舞台である一年戦争を舞台に、オデッサ作戦直前に地球に降り立ったジオン公国軍の少年兵の体験を描いた外伝作品である。
本作オリジナルキャラクターのほか、作者の高山による漫画「機動戦士ガンダム 極東MS戦線記」（『コミックボンボン夏休み増刊号』（1997年）に掲載、『ガンダム短編集』（2006年）に再録）や、ゲーム『機動戦士ガンダム外伝 THE BLUE DESTINY』（高橋がコミカライズを担当）、『機動戦士ガンダム MS戦線0079』に登場するキャラクターやモビルスーツ (MS) なども登場する。

## あらすじ
宇宙世紀0079年10月、ジオン公国軍に志願し、MSパイロットとして地球のユーラシア大陸中央部の基地に赴任したクルト伍長とノビコフ軍曹は、事務連絡の手違いから戦闘用ではなく作業用MSのザクタンクを任されてしまう。
約1ヶ月後、ザクタンクで道路工事をする彼らは、地球連邦軍のオデッサ作戦による味方部隊の敗走に巻き込まれ、連邦軍のMS隊の攻撃を受けるが、最終的に「モンゴルの銀狼」ことボルドバヤル大尉率いる部隊に保護される。翌日、部隊とゲリラが共存する渓谷のアジトに到着するが、そこで「銀狼」は全員の前で「ジオンを捨てる」ことを宣言する。クルトはこれに反発し、夜にアジトから抜け出そうとするが連れ戻される。
翌日、連邦軍のタッカー中尉率いるMS隊がアジトを襲撃する。その目的は、ゲリラの少女サランことサイド6首相の娘であるアストリッドを連れ戻すことであった。クルトたちはザクタンクでサランを連れて脱出、その夜にブラウアー隊と合流する。サランはザクタンクで村に戻ろうとするが、途中でタッカーの部隊と遭遇してしまい、「銀狼」が敵を道連れにしようと自爆したことを聞かされる。絶体絶命のサランたちの前にブラウアー隊が運んできた「銀狼」のザクが現れ、タッカーたちを撃退するが、そのザクに搭乗していたのはクルトであった。彼らはブラウアー隊とともにキャリフォルニアベースを目指す。
キャリフォルニアベースでは、サランを守るためにクルトは「銀狼」に、サランはクルトになりすます。12月、北米大陸北西部の守備の任に就き、クルトは持ち前の才能を開花させ「銀狼」の名に劣らぬ活躍を見せるが、連邦軍の「蒼い死神」と呼ばれるMSに敗北する。連邦軍によるキャリフォルニアベース攻略戦のさなか、再びタッカーの部隊、および敵味方かまわず爆撃をおこなう黒幕のマロリー中佐と交戦し勝利する。そして、彼らはひとりでも多くの同胞を宇宙に帰すためにマスドライバーを防衛し、ザクタンクで再び「蒼い死神」の前に立ちはだかる。

## 登場人物

### ジオン公国軍
クルト・ブラット
主人公。階級は伍長。16歳。
出身は月のグラナダ。反戦主義者の父親に反発して、公国軍に志願入隊した少年。本来はMSパイロット志願でその適性も公認されていたが、前線の事情から工兵大隊のザクタンクの操縦者に配属され、そのままオデッサの死線を体験。やがて無頼のジオン軍人・ボルドバヤル大尉と遭遇し大きな運命の転機を迎えることになる。
サランを守るためボルドバヤル大尉の失踪後に「モンゴルの銀狼」の名を詐称するが、潜在的には高いMS戦の技量を持つため、周囲からは疑われずその名に恥じない活躍を見せる。
搭乗機はザクタンク → 陸戦高機動型ザク（銀狼カスタム）→ ドム → ザクタンク（銀狼カスタムの無事だった上半身パーツを使用）。
アレクセイ・ノビコフ
階級は軍曹。18歳。クルトからは「先輩」と呼ばれる軽妙な性格の兄貴分。一方で周囲に気を配る利発な一面もあり、時には窮地の中で思いもよらぬ判断力と行動力を示すこともある。主にザクタンクの運転役を担当する。
サラン
本作のヒロイン。17歳。ボルドバヤル隊に同行する少女。ノビコフが一目惚れする程の容姿だが強気な性格。その正体はサイド6首相のランク・キプロードンの娘、アストリッド・キプロードン。ジオン・連邦双方に対して日和見的な態度をとる父を嫌い、ボランティア団体に紛れて地球へ降りたのち、ボルドバヤル隊に身を投じていた。クルトに好意を抱くようになり、クルトが「銀狼」を詐称した際には自ら髪を切って男装し、クルトを詐称し行動をともにする。
ナランソロンゴ・ボルドバヤル
階級は大尉。連邦軍から「モンゴルの銀狼（ガンロン）」と呼ばれる凄腕のMSパイロットで、銀色の肩を持つ黒色の機体をパーソナルカラーとするエース。搭乗機はグフ（銀狼カスタム）ロシア周辺のコーカサスに自身が率いる第22MS特務遊撃隊の秘密基地を構える。豪放な性格で、MSパーツを求めて戦場を巡り、現地民と共に行動している。
オデッサの大敗は「ザビ家の失態だ」と言い放ち、現地民と共に歩むと宣言した。
隊の壊滅時に基地ごと自爆して谷を崩し連邦軍の足止めをはかったが、その後の生死は不明。
元は『機動戦士ガンダム 極東MS戦線記』に登場するキャラクターで、本名は本作で公表された。
ハンス・ウェラー
階級は大尉。ハリコフ基地でクルトらを工兵大隊に任官した。勇猛で高潔な武人であり、オデッサの戦いで敗走するクルトたちの退路を身を挺して確保し戦死した。
オレグ・オルロフ
工兵大隊に配属されたクルトらの上官で、階級は曹長。クルトらからは「親方」と呼ばれ、オデッサの激戦を経てキャリフォルニア・ベースで再会。銀狼を偽称するクルトとMS模擬戦で対決するが、のちに実力と経緯を認め、ジャブロー攻略戦に参加するため旅立った。
ブラウアー隊
『機動戦士ガンダム MS戦線0079』に登場する部隊。レオ・ブラウアー少尉率いるジオン特務遊撃隊で、クラウス・ベルトラン、トルド・ボブロフ、アン・フリーベリで構成される。クラウスはボルドバヤルと資材補給を通じ懇意であり、アンはクルトとは兵学校や地球赴任時の同期だった。ボルドバヤル隊が壊滅後、クルトたちに協力しキャリフォルニア・ベースへ彼らを護送した。

### 地球連邦軍
アンドリュー・マロリー
情報部所属の中佐。連邦のビンソン計画に際して、サイド6のランク政権に関わるサランを捜索しており、その手掛かりを求めて黒海周辺に出没する。そのやり方は、民間人を人質に取るなどかなり強引かつ傲慢。タッカーもろともクルトを葬ろうとするが乗っていたミデアを撃墜され戦死する。
デービッド・タッカー
MSパイロット。階級は中尉。オデッサから敗走するジオン狩りにて投降兵を惨殺するなど冷酷な性格。戦いの高揚を求めているところをマロリーにスカウトされ、銀狼との戦いに赴く。最後は乗機が大破していたところにマロリーにより無差別爆撃を加えられ戦死する。乗機は陸戦用ジム、装甲強化型ジム。
「蒼い死神」
キャリフォルニア・ベース戦線に突如として現れ、単機で破壊の限りを尽くす謎の超高性能MS。詳細は一切不明。

### サイド6
タキ・ミヨシ
サイド6特務機関所属。ランク首相の秘書の娘で、サランとは身の回りの世話役として接した旧知の間柄。サランを戦場から救出するため、ジオン軍の補充兵と偽りクルトの部隊の元へ訪れた。サランの覚悟を受け任務を放棄、クルトに協力して最後まで共に戦う。

## 登場兵器

### ジオン公国軍の兵器
ザクタンク MS BOYS
本作品のタイトルである "MS BOYS" とは、クルトとノビコフのふたりの少年兵が（のちにサランやタキも）搭乗したザクタンクに付けられた愛称であり、のちにクルト自身もそう呼んでいる。時期によってほかのMSの部品を使って修理されており、3つのバージョンに区分される。
MS BOYS（バージョン1）
クルトらの乗機となった当初は、作業用ザクの上半身で、背部にワイヤーを巻いたリールを装備する。下半身のマゼラベースに武装はなく、前面にブルドーザーのようなブレードが付いている。塗装はサンドカラーを基調とする（第1巻表紙より）。なお、コックピットはザク側とマゼラベース側の2つあり、またマゼラベース後部には兵員輸送用のスペースがある（全バージョン共通）。
MS BOYS バージョン2
連邦軍MS隊との戦闘で頭部と両腕を損傷したため、「銀狼」のアジトでザクキャノンのものに交換される。当初、ランドセルは通常のザクIIのものが装備されるが、のちにザクキャノンのキャノン砲付きのものに換装され再武装される。タッカーの陸戦用ジムとの交戦でキャノン砲を失うが、北米のミサイル基地ではロング・バレルのザク・マシンガンを携行している。
MS BOYS バージョン3
キャリフォルニアベースで上半身を、「蒼い死神」に下半身と左腕を破壊された陸戦用高機動型ザク改のものと交換、接合部は08小隊版と同様の構造で、マゼラベースも再武装されている。サンドシープなどと同様のシールドを両肩に装備し、上部に4連装ミサイル・ランチャーを搭載する。マス・ドライバー防衛の際には、右手にMMP-78マシンガン、左手にMMP-80マシンガンを携行する。
その他のジオン公国軍の兵器
- MS-05B ザクI
- MS-06F ザクII
- MS-06GR 陸戦用高機動型ザク改
- MS-06J 陸戦型ザクII
- MS-07B グフ
- MS-07B-3 グフカスタム
- MS-07C-3 グフ重装型
- MS-09 ドム
- MSM-03C ハイゴッグ
- MSM-04G ジュアッグ
- MSM-07E ズゴックE
- MSM-08 ゾゴック

- ガウ
- サムソン
- ザンジバル
- ダブデ
- ドップ
- ド・ダイYS
- ファット・アンクル
- マッド・アングラー
- ユーコン
- ワッパ

### 地球連邦軍の兵器
- RGM-79 ジム
- RGM-79D ジム(D型)
- RGM-79F 陸戦用ジム
- RGM-79F 装甲強化型ジム
- RGM-79G ジム・コマンド
- RGM-79[G] 陸戦型ジム
- RGM-79T ジム・トレーナー
- RX-79BD-1 ブルーディスティニー1号機

- ガンペリー
- ジェット・コア・ブースター
- ビッグ・トレー
- フライアロー
- フライ・マンタ
- ヘビィ・フォーク級陸上戦艦
- ホバートラック
- ミデア

## 単行本
1. 2010年2月26日刊行　ISBN 978-4047153967
2. 2010年10月26日刊行　ISBN 978-4047155510